# Фридман, Бернард Андреевич
Бернард Андреевич Фридман (лит. Bernardas Fridmanas; 1 октября 1859, Поневеж — 22 октября 1929, Паневежис) — русский и литовский юрист, правовед, журналист, защитник интересов еврейского меньшинства в Литве, министр Литовской республики без портфеля по еврейским делам в 1923 году.

## Биография
В 1878—1886 годах он был секретарём суда в городе Шавли, затем до Первой мировой войны практиковал в качестве частного поверенного в Биржае и Поневеже (частный поверенный при Поневежском судебно-мировом съезде). В 1915—1918 годах служил в Петрограде в Российском земском союзе. Автор ряда трудов по различным вопросам юриспруденции. 
В 1918 году вернулся в независимую Литву. С 1919 года служил судьёй в Биржае, а с 1920 года — в Утене. Член Каунасского уездного суда. С 22 февраля по 28 июня 1923 года входил в правительство Эрнестаса Галванаускаса в качестве министра без портфеля по делам евреев. После этого снова служил в Каунасском районном суде, а в 1925 году стал членом Паневежисского районного суда.
Выступал в качестве журналиста в «Виленском вестнике», в журнале «Teisė» (Право) и в ежедневной газете «Lietuva» (Литва).

## Книги
- Юридические воззрения и обычаи крестьян Северо-Западного края преимущественно Ковенской губернии. Вильна: Типография А. Г. Сыркина, 1890.
- Чинш и пропинация: Опыт исследования с точки зрения закона, справедливости и кассационной практики. Вильна: Типография А. Г. Сыркина, 1890.
- К вопросу о частной адвокатуре. Вильна: Типография А. Г. Сыркина, 1897.
- Страхование жизни пред судом совести и семейства: Очерк одного современного требования жизни. Вильна: Типография А. Г. Сыркина, 1898.
- Какая нужна народу школа? (Бытовой очерк). Вильна: Типография М. А. Дворжеца, 1901.
- Очерки по крестьянскому вопросу. Вильна: Типография М. Р. Ромма, 1904.